# Blanco y Negro Records
Blanco y Negro Records (укр. Біле та чорне) — британський лейбл звукозапису, заснований 1983 року.
Ідея створення лейблу з'явилася у відомого продюсера Джеффа Тревіса, засновника лейбла Rough Trade Records. Його друг Майк Елвей очолював інший лейбл Cherry Red, але був незадоволений своїм керівництвом. Тревіс запропонував Елвею створити інді-лейбл, бо не міг долучити його до роботи в Rough Trade, але той наполягав на роботі з великою компанією. Врешті решт вони удвох звернулися до керівництва Warner Brothers і ті погодилися створити новий лейбл звукозапису, який отримав назву Blanco y Negro Records.
Першими клієнтами новоствореного лейблу були артисти, що раніше працювали з Warner Brothers — близько п'ятнадцяти виконавців, зокрема співачка Трейсі Торн. Пізніше лейбл зумів відкрити та перепідписати багато інших гуртів, серед яких дует Everything but the Girl, гурти The Jesus and Mary Chain та James. В середині 1990-х років до Blanco y Negro доєдналися Едді Рідер та гурт Catatonia, а 2003 року — колишня співачка Catatonia Керіс Меттьюз.